# 이연경 (배우)
이연경(1969년 5월 24일 ~ )은 대한민국의 배우와 방송인이다.
1989년 이지연 본명으로 MBC 대학가요제에서 《이별은 계절에 실려》라는 노래 작품으로 은상 수상하여 가수 첫 데뷔하였다.

## 학력
- 서문여자고등학교 졸업(1988년 2월)
- 수원대학교 식품영양학과 학사 졸업(1992년 8월)

## 출연작

### 드라마
- 1992년 MBC 일요아침드라마 《한지붕 세가족》
- 1997년 MBC 청춘시트콤 《남자 셋 여자 셋》
- 2002년 MBC 수목드라마 《그 햇살이 나에게》
- 2002년 SBS 일일시트콤 《대박가족》
- 2003년 MBC 수목드라마 《앞집 여자》 - 은숙 역
- 2005년 MBC 주간시트콤 《안녕, 프란체스카》
- 2006년 MBC 《MBC 베스트극장 - 저 별은 나의 별》 - 나은진 역
- 2006년 KBS1 HD TV문학관 - 《달의 제단》 - 소산 역
- 2009년 CPBC 신앙시트콤 《오마이갓 시즌2》
- 2010년 SBS 드라마스페셜 《산부인과》 - 임산부 역 (특별출연)
- 2012년 MBC 수목드라마 《더킹 투하츠》 - 박현주 역
- 2012년 채널A 월화드라마 《굿바이 마눌》 - 이해심 역
- 2012년 KBS2 월화드라마 《학교 2013》 - 송하경 엄마 역
- 2012년 tvN 월화드라마 《응답하라 1997》 - 문정미(윤윤제&윤태웅의 어머니) 역 (특별출연)
- 2013년 JTBC 월화드라마 《그녀의 신화》 - 장연숙 역 (특별출연)
- 2013년 SBS 드라마스페셜 《상속자들》 - 이보나의 어머니 역
- 2014년 엠넷 금요드라마 《미미》 - 미미 이모 역
- 2014년 SBS 월화드라마 《신의 선물 - 14일》 - 카페 주인 역
- 2014년 SBS 주말극장 《강구 이야기》
- 2014년 KBS2 월화드라마 《트로트의 연인》 - 오성주 역
- 2014년 tvN 금토드라마 《연애 말고 결혼》 - 공수환 내연녀 역
- 2014년 KBS2 어린이드라마 《마법 천자문》 - 선현인 역
- 2014년 JTBC 금토드라마 《하녀들》 - 침모 단지네 역
- 2015년 KBS2 TV소설 《별이 되어 빛나리》 - 한복주 역
- 2015년 KBS2 주말연속극 《부탁해요 엄마》 - 산옥 주치의 역
- 2017년 SBS 아침드라마 《아임 쏘리 강남구》 - 쇼호스트 역
- 2017년 MBC 월화 특별기획 드라마《별별 며느리》 - 윤희 역
- 2017년 KBS2 수목드라마 《맨홀 - 이상한 나라의 필》 - 수진 모 역
- 2018년 TV조선 토일드라마 《대군 - 사랑을 그리다》 - 연상궁 역
- 2018년 KBS1 일일연속극 《내일도 맑음》 - 미용실 원장 역
- 2020년 SBS 금토드라마 《편의점 샛별이》 - 홍장미 역 (특별출연)

### 영화
- 《숨쉬어》 (2007년) - 주하 목소리 역
- 《써니》 (2011년) - 금옥 역
- 《은밀하게 위대하게》 (2013년) - 치웅모 역
- 《아이》 (2021년) - 정 교수 역

### 방송
- 《딩동댕 유치원》 (EBS)
- 《연예가중계》 (KBS2)
- 《우리들 세상》 (KBS1)
- 《가족오락관》 (KBS1)
- 《퀴즈탐험 신비의 세계》 (KBS1)
- 《오렌지 동화나라》(EBS1)
- 《세상발견! 유레카》 (JTV 전주방송 & TJB 대전방송)
- 《한국말 요리쇼》 (EBS)
- 《미스터리 M》 (MBN)
- 《비타민》(KBS2)
- 《결정 맛대맛》(SBS)
- 《슈퍼 바이킹》(SBS)
- 《솔로몬의 선택》(SBS)
- 《브레인 서바이버》(MBC)
- 《1대 100》(KBS2)
- 《스타 주니어 쇼 붕어빵》(SBS)

### CF
- 롯데칠성음료 - 쌕쌕오렌지
- 해태htb - 과일촌
- 농심 - DHA라면
- 헨켈 - 홈매트 리퀴드
- 피죤 - 무균무때
- 웅진닷컴 - 한글깨치기
- 동화약품 - 후시딘
- 삼아제약 - 노마F

## 앨범
- 《1집 사랑안할래》
- 《2집 종이 비행기를 타고간 사랑》

## 홍보대사 활동
- 2006년 7월국산 돼지고기 사랑 캠페인 홍보대사

## 수상
- 1989년 MBC 대학가요제 은상 수상 《이별은 계절에 실려》